# Manuel Conthe Gutiérrez
Manuel Conthe Gutiérrez, nascut en Madrid el 23 d'abril de 1954, és un jurista i economista espanyol.

## Biografia
És llicenciat en Dret per la Universitat Autònoma de Madrid (1976) i tècnic comercial i economista de l'Estat (1979).
Dins de les seves activitats professionals, ha estat director general del Tresor (1988 a 1995) i secretari d'Estat d'Economia (1995-1996), entre d'altres. Entre 1999 i 2002 va exercir com a Vicepresident per al Sector Financer, en el Banc Mundial a Washington i posteriorment com a Soci de la consultora AFI.
Va ser habitual columnista en diaris com Expansión o El País, analitzant des de temes de la vida quotidiana als més complexos assumptes de la política i l'economia espanyola, en què barreja conceptes de ciències socials, econòmics i teoria de jocs, fins al seu nomenament com a president de la Comissió Nacional del Mercat de Valors en 2004; Va anunciar la seva dimissió el 2 d'abril de 2007 per discrepàncies amb el Consell de la CNMV respecte a la decisió de no obrir expedient sancionador a Enel i Acciona per les seves maniobres en l'OPA sobre l'elèctrica Endesa.
Presideix, des de novembre de 2007, el Consell Assessor d'Expansió i Actualitat Econòmica. Des de setembre de 2009 col·labora també com "of-counsel" en el despatx internacional d'advocats Bird&Bird.

## Activitat literària
Va publicar en 1999 El mundo al revés, assaig inspirat en Lewis Carroll, i dedicat a jocs, paradoxes i dilemes econòmico-socials.
L'any 2007, després de la seva dimissió davant la CNMV, publicà La paradoja del bronce: Espejismos y sorpresas en el mundo de la economía y la política.